# Arteria cólica izquierda
La arteria cólica izquierda es una arteria del abdomen que se origina como rama colateral de la arteria mesentérica inferior.

## Trayecto
Tras nacer en la arteria mesentérica inferior, discurre hacia la izquierda por detrás del peritoneo y en frente del músculo psoas mayor, y tras un corto, pero variable curso, se divide en dos ramas ascendente y descendente; el tallo de la arteria o sus ramas cruzan el uréter izquierdo y la arteria testicular izquierda.

## Ramas
Según Anatomía de Gray, la rama ascendente cruza en frente del riñón izquierdo y termina, entre las dos capas del mesocolon transverso, anastomosándose con la arteria cólica media; la rama descendente se anastomosa con la más superior de las arterias sigmoideas. De los arcos formados por las anastomosis se distribuyen ramas hacia el colon descendente y la parte izquierda del colon transverso.
Según el Diccionario enciclopédico ilustrado de medicina Dorland, 27ª edición, presenta dos ramas terminales: una superior que pasa al mesocolon transverso, y otra inferior, que sigue el colon descendente.

## Distribución
Se distribuye hacia la flexura cólica izquierda o ángulo esplénico del colon y el colon descendente.

## Imágenes adicionales
|                                                 |
| Fosas o recesos duodenales superior e inferior. |

|                                                 |
| Receso duodenal superior o fosa duodenoyeyunal. |